# Kompina (gromada)
Kompina – dawna gromada, czyli najmniejsza jednostka podziału terytorialnego Polskiej Rzeczypospolitej Ludowej w latach 1954–1972.
Gromady, z gromadzkimi radami narodowymi (GRN) jako organami władzy najniższego stopnia na wsi, funkcjonowały od reformy reorganizującej administrację wiejską przeprowadzonej jesienią 1954 do momentu ich zniesienia z dniem 1 stycznia 1973, tym samym wypierając organizację gminną w latach 1954–1972.
Gromadę Kompina siedzibą GRN w Kompinie utworzono – jako jedną z 8759 gromad na obszarze Polski – w powiecie łowickim w woj. łódzkim, na mocy uchwały nr 33/54 WRN w Łodzi z dnia 4 października 1954. W skład jednostki weszły obszary dotychczasowych gromad Kompina, Patoki, Sromów, Gągolin Południowy, Ostrowiec i Zabostów Duży ze zniesionej gminy Kompina w tymże powiecie. Dla gromady ustalono 19 członków gromadzkiej rady narodowej.
31 grudnia 1959 do gromady Kompina przyłączono wieś Popów i wieś Zabostów Mały ze zniesionej gromady Popów oraz wieś Gągolin Północny z gromady Boczki.
Gromada przetrwała do końca 1972 roku, czyli do kolejnej reformy gminnej.